# Fischmarkt (Augsburg)

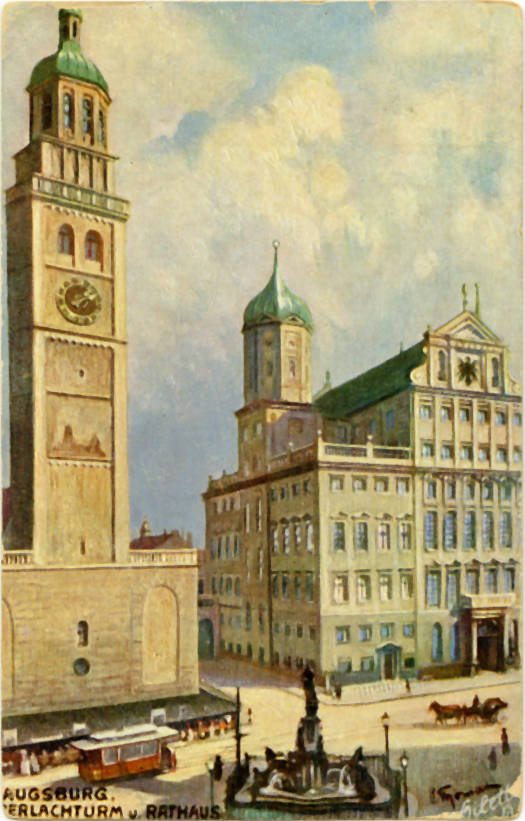
Der Fischmarkt zwischen Rathaus und Perlach und davor der Augustusbrunnen am Rathausplatz (1908)

Der Fischmarkt ist eine kleine Platzfläche in der Innenstadt von Augsburg. Im Süden wird er durch das Rathaus sowie im Norden von der Perlachkirche begrenzt. Im Westen liegt er an der in Nord-Süd-Richtung verlaufenden Maximilianstraße an und am östlichen Rand des Fischmarktes befindet sich ein städtisches Verwaltungsgebäude sowie eine Freitreppe zum Hinteren Perlachberg.

## Geschichte

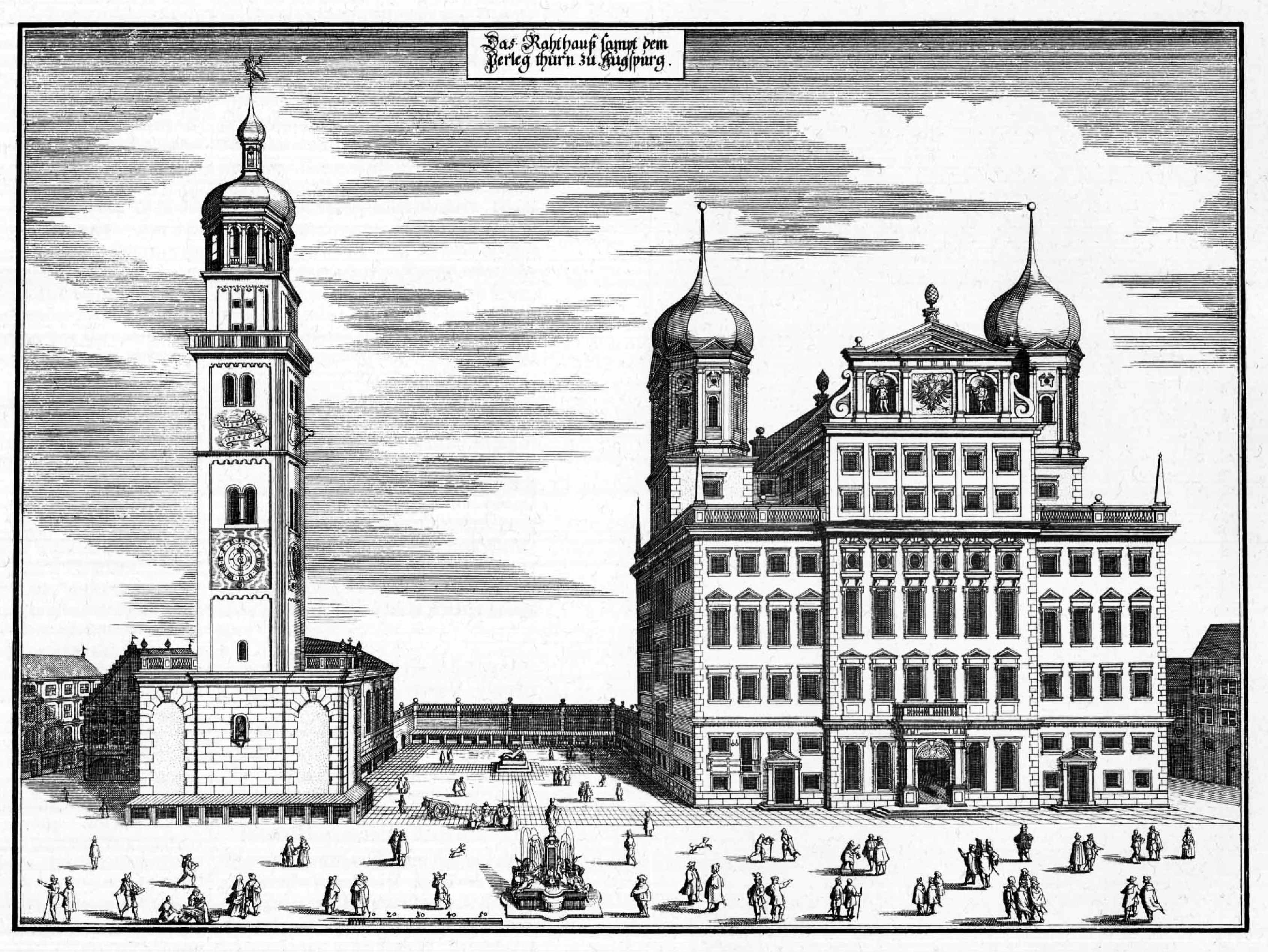
Der Fischmarkt im Jahre 1643

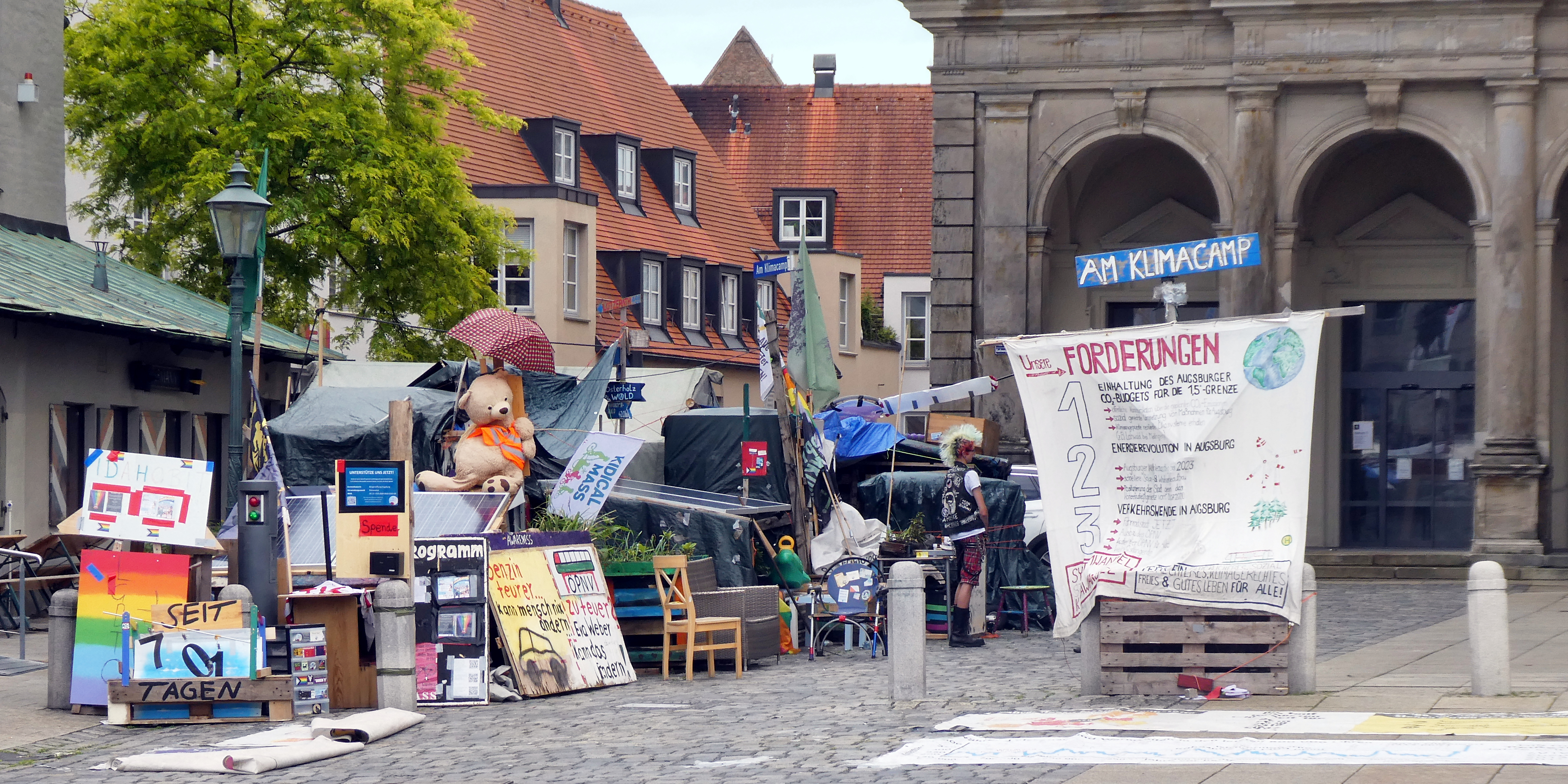
Das Klimacamp am Fischmarkt (2022)

Wann der Platz entstand und zu welchem Zeitpunkt dort mit dem namensgebenden Verkauf von Fischen begonnen wurde, ist nicht genau bekannt. Erstmals schriftlich erwähnt wird die Platzfläche in einer Schiedsurkunde aus dem Jahr 1260. Bischof Hartmann verfasste sie, um einen lange andauernden Streit zwischen den Stiftsherren von St. Peter und dem Rat der Stadt wegen der an die Kirche angebauten Läden zu schlichten. In der Urkunde werden darüber hinaus Fischbänke (lateinisch scamnis piscium) auf dem Platz beschrieben.
Der Platz bekam um das Jahr 1420 einen Pflasterbelag. Zudem wurde in der Mitte ein öffentlicher Brunnen mit Ulrichsstatue für die Frischwasserversorgung der Verkaufsstände errichtet. Die Statue erhielt 1511 eine Vergoldung. 1533 ging der Platz in das Eigentum der Stadt über. Diese ließ die Verkaufsstände abbauen und stattete die Läden mit einem Kupferdach aus.
Im Jahr 1537 wurde die Ulrichsstatue dann durch eine Neptunsfigur ersetzt. Der so entstandene Neptunbrunnen verblieb bis 1593 auf dem Fischmarkt und wurde dann in die nahegelegene Weißmalergasse (heute Karolinenstraße) versetzt. 1745 verlagerte man den Brunnen aus Platzgründen wieder zurück auf den Fischmarkt. Im Jahr 1888 erfolgte schließlich der Umzug an den etwas weiter entfernten Jakobsplatz.
Neben dem Brunnen befand sich auf dem Platz ein hölzerner Esel. Auf diesen wurde unter anderem Soldaten der Stadtgarde gesetzt, wenn sie sich eine Verfehlung zuschulden kommen ließen. 1745 wurde zudem ein sog. „Narrenhäusl“ für Betrunkene errichtet, die der öffentlichen Beschauung ausgesetzt werden sollten.
Mit dem Bau des städtischen Verwaltungsgebäudes neben dem Rathaus wurde der Fischmarkt verkleinert. Zudem erhielt er 1886 im Osten die heute noch vorhandene Mauer mit Freitreppe. Um 1900 wurde der Fischverkauf an die Stadtmetzg verlegt. Zwischen 1916 und 1945 befand sich eine von Otto Holzer gestaltete Wehrsäule auf der Platzfläche.
Vom 1. Juli 2020 bis zum 31. Juli 2024 befand sich ein Klimacamp auf dem Fischmarkt. In Form einer Dauerdemonstration wurden hier auf die Klimakrise aufmerksam gemacht und Forderungen an die Stadtregierung gerichtet.